# Amorphoscelis tigrina
Amorphoscelis tigrina es una especie de mantis de la familia Amorphoscelidae.

## Distribución geográfica
Se encuentra en Benín, Burkina Faso, Guinea,  Camerún, Nigeria y Senegal.